# Maldita Vecindad
Maldita Vecindad y los Hijos del Quinto Patio ("Det forbandede kvarter og drengene fra den femte karre", normalt blot kaldet La Maldita eller Maldita Vecindad) er en mexicansk rock en español-gruppe dannet i Mexico City i 1985. Gruppens sidste studiealbum blev indspillet i 2009. Gruppen har samarbejdet med andre grupper og deltaget på hyldestalbummer til blandt andre José José og Los Tigres del Norte. 

## Medlemmer
- Roco: Vokaler
- Pato: Guitar (1988-94; og siden 1997)
- Aldo: Bas
- Sax: Saxofon

### Tidligere medlemmer
- Pacho: Trommer (1985-2002)
- Tiki: Guitar (1985-1988)
- Lobito: Percussion (1988-93)

## Diskografi
- Maldita Vecindad y los Hijos del Quinto Patio (1989)
- El Circo (1991)
- En Vivo: Gira Pata de Perro (1994) – live
- Baile de Máscaras (1996)
- Mostros (1998)
- Maldita Sea, Vol. 1: 1989-1999 (2000) – opsamling
- Rock mexicano - Lo mejor de La Maldita Vecindad y los Hijos del Quinto Patio (2001) – opsamling
- El tiempo vive en la memoria 1989–2004: 15 años de éxitos Maldita Vecindad (2004) – opsamling
- Circular colectivo (2009)

| Musikgruppe | Spire Denne artikel om en musikgruppe er en spire som bør udbygges. Du er velkommen til at hjælpe Wikipedia ved at udvide den. |